# Българска железопътна компания
„Българска железопътна компания“ АД (БЖК) е акционерно дружество, основано през 2004 г., чийто основен предмет на дейност е предоставяне на железопътни транспортни услуги за превоз на товари във вътрешно и международно съобщение. Това е вторият лицензиран в България железопътен превозвач и първият частен, притежаващ права за работа из цялата национална железопътна мрежа.

## История
БЖК е основана през 2004 г. и получава лиценз за жп транспорт през 2005 г. Първоначално БЖК започва да вози товари с локомотив 40-0177-2, нает от „Груп Феровиар Роман“ през 2006 г. Последователно през 2006 – 2007 г. пристигат още локомотиви от румънската серия 40, които са с мощност 5400 kW. През лятото на 2007 г. БЖК закупва от Великобритания първите два четириосни електрически локомотива от серия 87 (общо са 17 броя). Фирмата притежава и дизелови (магистрални и маневрени) локомотиви. Днес машините обслужват влакове на „Ромпетрол България“, „Каолин“ АД и други водещи компании на българския пазар.
За периода от 2005 до 2007 г. делът на БЖК в превоза на товари в България нараства постепенно от 0,06% до 7,71% за сметка на дела на най-големия железопътен оператор за страната БДЖ.

## Локомотивен парк
| Предишна ЖП администрация | Експлоатационен номер               | Експлоатационен номер | Фабрика                      | Бележки                                                                    |
| Предишна ЖП администрация | предишен номер                      | в БЖК                 | Фабрика                      | Бележки                                                                    |
| ------------------------- | ----------------------------------- | --------------------- | ---------------------------- | -------------------------------------------------------------------------- |
| CFR                       | 91 53 040 0177 – 2                  | -                     | „Electroputere – Craiova“    | прехвърлени от „Grup Feroviar Român“ – Румъния еднакви със серия 46 на БДЖ |
| CFR                       | 91 53 040 0817 – 3                  | -                     | „Electroputere – Craiova“    | прехвърлени от „Grup Feroviar Român“ – Румъния еднакви със серия 46 на БДЖ |
| CFR                       | 91 53 040 1001 – 3                  | -                     | „Electroputere – Craiova“    | прехвърлени от „Grup Feroviar Român“ – Румъния еднакви със серия 46 на БДЖ |
| CFR                       | 91 53 040 1013 – 8                  | -                     | „Electroputere – Craiova“    | прехвърлени от „Grup Feroviar Român“ – Румъния еднакви със серия 46 на БДЖ |
| CFR                       | 91 53 040 1018 – 7                  | -                     | „Electroputere – Craiova“    | прехвърлени от „Grup Feroviar Român“ – Румъния еднакви със серия 46 на БДЖ |
| CFR                       | 91 53 040 1019 – 5                  | -                     | „Electroputere – Craiova“    | прехвърлени от „Grup Feroviar Român“ – Румъния еднакви със серия 46 на БДЖ |
| CFR                       | 91 53 040 1020 – 7                  | -                     | „Electroputere – Craiova“    | прехвърлени от „Grup Feroviar Român“ – Румъния еднакви със серия 46 на БДЖ |
| CFR                       | 91 53 040 1022 – 9                  | -                     | „Electroputere – Craiova“    | прехвърлени от „Grup Feroviar Român“ – Румъния еднакви със серия 46 на БДЖ |
| BR                        | 87 003                              | 91 52 00 87 003 – 7   | BREL Crewe Works             | До 2009 г. с № 87 003 – 0                                                  |
| BR                        | 87 004                              | 91 52 00 87 004 – 5   | BREL Crewe Works             | До 2009 г. с № 87 004 – 8                                                  |
| BR                        | 87 006                              | 91 52 00 87 006 – 0   | BREL Crewe Works             | До 2009 г. с № 87 020 – 3                                                  |
| BR                        | 87 007                              | 91 52 00 87 007 – 8   | BREL Crewe Works             | До 2009 г. с № 87 007 – 1                                                  |
| BR                        | 87 008                              | 87 008 – 9            | BREL Crewe Works             |                                                                            |
| BR                        | 87 010                              | 91 52 00 87 010 – 2   | BREL Crewe Works             | До 2012 г. с № 87 010 – 5                                                  |
| BR                        | 87 012                              | 91 52 00 87 012 – 8   | BREL Crewe Works             | До 2012 г. с № 87 012 – 1                                                  |
| BR                        | 87 013                              | 91 52 00 87 013 – 6   | BREL Crewe Works             | До 2012 г. с № 87 013 – 9                                                  |
| BR                        | 87 014                              | 87 014 – 7            | BREL Crewe Works             |                                                                            |
| BR                        | 87 019                              | 91 52 00 87 019 – 3   | BREL Crewe Works             | До 2009 г. с № 87 019 – 6                                                  |
| BR                        | 87 020                              | 91 52 00 87 020 – 1   | BREL Crewe Works             | До 2009 г. с № 87 020 – 4                                                  |
| BR                        | 87 022                              | 91 52 00 87 022 – 7   | BREL Crewe Works             | До 2009 г. с № 87 022 – 0                                                  |
| BR                        | 87 026                              | 91 52 00 87 026 – 8   | BREL Crewe Works             | До 2009 г. с № 87 026 – 1                                                  |
| BR                        | 87 028                              | 91 52 00 87 028 – 4   | BREL Crewe Works             | До 2009 г. с № 87 028 – 7                                                  |
| BR                        | 87 029                              | 91 52 00 87 029 – 2   | BREL Crewe Works             | До 2009 г. с № 87 029 – 5                                                  |
| BR                        | 87 033                              | 91 52 00 87 033 – 4   | BREL Crewe Works             | До 2009 г. с № 87 033 – 7                                                  |
| BR                        | 87 034                              | 91 52 00 87 034 – 2   | BREL Crewe Works             | До 2009 г. с № 87 034 – 5                                                  |
| CFR                       | 92 53 060 1522 – 6 (бивш 60 – 1226) | -                     | „Electroputere – Craiova“    | под наем от „Grup Feroviar Român“ – Румъния еднакви със серия 06 на БДЖ    |
| CFR                       | 92 52 060 1523 –                    | -                     | „Electroputere – Craiova“    | под наем от „Grup Feroviar Român“ – Румъния еднакви със серия 06 на БДЖ    |
| CFR                       | 92 52 060 1524 – 2                  | -                     |                              |                                                                            |
| CFR                       | 92 52 060 1530 –                    | -                     |                              |                                                                            |
| БДЖ                       | 52 090.8                            |                       | „Hans Beimler“ – Hennigsdorf | втора употреба, закупени от индустриални предприятия                       |
| БДЖ                       | 52 193.0                            |                       | „Hans Beimler“ – Hennigsdorf | втора употреба, закупени от индустриални предприятия                       |
| БДЖ                       | 52 212.8                            |                       | „Hans Beimler“ – Hennigsdorf | втора употреба, закупени от индустриални предприятия                       |
| БДЖ                       | 52 216.9                            |                       | „Hans Beimler“ – Hennigsdorf | втора употреба, закупени от индустриални предприятия                       |
| БДЖ                       | 52 240.9                            |                       | „Hans Beimler“ – Hennigsdorf | втора употреба, закупени от индустриални предприятия                       |
| БДЖ                       | 52 249.0                            |                       | „Hans Beimler“ – Hennigsdorf | втора употреба, закупени от индустриални предприятия                       |
| БДЖ                       | 55 179.6                            |                       | „23 August“ (FAUR) Bucureşti | втора употреба, закупени от индустриални предприятия                       |